# Kulturni razvoj v španskih kolonijah v 16. stoletju
Po odkritju Amerike so se začeli na kontinent priseljevati Evropejci. Španija je kolonije ustanovila tako v srednji in južni Ameriki, kot na Karibskih otokih. Velik vpliv na kulturni razvoj je imela cerkev, predstavljali so izobražen del družbe. Prihajalo je do kulturnega in rasnega mešanja med avtohtonimi ameriškimi prebivalci in Španci. Glavna kulturna središča so predstavljala mesta Santo Domingo, Ciudad de México in Lima, kasneje tudi Caracas, Havana in Buenos Aires.

## Vpliv krščanstva
Kultura v Latinski Ameriki je s prihodom Špancev dobila krščanski pridih. Priseljenci so tvorili heterogeno celoto, tudi znotraj današnjega španskega ozemlja so bile kulture heterogene, saj v zgodnjem novem veku Španija, kot jo poznamo danes, še ni obstajala. V Ameriko so lahko odšli t.i. stari kristjani, moški, ki so imeli le katoliške prednike. Prvi priseljenci so prihajali z različnih delov današnje Španije: Cádiz, Palos, Puerto de Santa Maria, Sanlúcar de Barrameda, Santander, Laredo, Castro Urdiales, Medellín in Trujillo.
Pridigarji, ki so odšli v Latinsko Ameriko, so bili v večini s področij Kastilije, Galicije in Baskije. Dve pomembni imeni sta Juan de Betanzos in Juan de Zumárraga. Kulturno heterogenost so tako iz španskega prostora, prenesli tudi na ameriški kontinent. Že v 16. stoletju, lahko opažamo priseljevanja drugih evropskih narodov, kot so Italijani, Nemci, portugalski Judi, Angleži, Francozi. Priseljenci so prihajali iz različnih stanov, večina konkvistadorjev ni znala brati in pisati, medtem, ko so bili pridigarji za tisti čas visoko izobraženi in so predstavljali kulturni in duhovni steber družbe. Proti koncu 16. stoletja so na ameriški kontinent prišli tudi jezuiti, ki so zasedli pomembno vlogo v kolonialni družbi.

## Stik dveh svetov
Prihajalo je do kulturnih stikov med evropsko in avtohtono kulturo. Kot primer se lahko navede vpliv flamskega slikarstva v Mehiki, katerega je tam razširil frančiškan Pedro de Gante (rojen kot Pieter van der Moere). Bolj ruralni predeli so bili pod manjšim vplivom španske kulture, kot tudi deli ameriškega kontinenta, kjer so obstajali nekdaj močni imperiji. Misijonarji so na teh področjih uporabo staroselskih jezikov podpirali: Nahuatl v Mehiki, Gvaranščino v Paragvaju in Kečuo v Peruju. Ti jeziki so vplivali tudi na španski jezik, še posebej se to vidi v tehnološkem, botaničnem in zoološkem besedišču.  S prihodom Špancev na ameriški kontinent so se v Evropi razširili prej nepoznani izdelki, kot so tobak, krompir, čokolada in paradižnik.
Španci so želeli, na ameriškem kontinentu ustvariti novo Španijo s podporo monarhije, ki je tja poslala misijonarje, da bi širili krščansko vero in pravnike, da bi se vzpostavila pravna država. Staroselsko prebivalstvo je predstavljalo večino, evropsko prebivalstvo (t.i. encomenderos z družinami) je bilo omejeno na središča naselbin. Konec 16. stoletja je bilo na ameriškem kontinentu le okoli 150 000 Špancev. Kreoli, so že od začetka kolonizacije želeli biti drugačni od (evropskih) Špancev, prihajalo je do akulturacije. Klub temu, da so prevzemali nekatere navade ameriškega prebivalstva, se niso hoteli enačiti z njimi. Večino priseljencev so predstavljali mladi moški in večinoma se je evropsko prebivalstvo naselilo na podeželju (le 25% jih je živelo v mestih). Ker so bila mesta majhna, je bil razvoj kulture izoliran od matične španske države, le glavna mesta podkraljestev (po špansko virreinato) Ciudad de México in Lima ter pristaniška mesta Havana in Santo Domingo so imela stalen stik z matico. Kulturna središča so predstavljali samostani, dvor podkraljestev in sodišča (po špansko Audiencia). Z mešanjem ras se je mešala tudi kultura, ki je kasneje postala eden izmed temeljev današnje Latinske Amerike. Na Karibih je močno vlogo igrala tudi afriška kultura, še posebej se to vidi v plesih in kuhinji, afriške ženske so delale pri kreolskih družinah kot varuške. Inkvizicija, je v 16. stoletju najbolj preganjala ljudi afriškega izvora z obtožbami za čarovništvo, poligamijo in bogokletstvo. 

## Razvoj mest
Na začetku 16. stoletja je bil glavni center Santo Domingo, bolj natančno dvor podkralja Diega Kolumba, ki si je za vzor vzel evropske dvore. Podkralj je bil ljubitelj renesanse in je podpiral glasbo in poezijo. Po sporu družine Kolumb s kraljevo družino je Santo Domingo izgubil vodilno vlogo. Vodilno vlogo na ta način prevzame Ciudad de México. Kulturno življenje prebivalcev tega mesta je bilo pestro. Kreolska elita, se je udeleževala raznih dogodkov kot so: gledališke predstave, dogodki na dvoru, poroke, sprevodi, tekmovanja v poeziji, konjeniški dogodki. Pomembno mesto je imela tudi moda. Ženske so stremele k eleganci in razkošnim oblekam, o tem je Bernardo de Balbuena napisal pesem Grandeza Mexicana . Pomembna kulturna središča so predstavljali tudi univerza in samostani. V samostanih so se odvijali koncerti, recitali, debate, imeli so knjižnice kjer se je lahko bralo Horacija, Ovidija, italijanske renesančne pisatelje. V Južni Ameriki je glavno vlogo imela Lima, nekatera druga kulturna središča so bila Quito in Ciudad Guatemala. V Novi Španiji še Querétaro, Puebla in Guadalajara. V 18. stoletju se v pomembna središča razvijejo tudi Caracas, Havana in Buenos Aires.